# John Sykes
Pour les articles homonymes, voir Sykes.
John Sykes, né le 29 juillet 1959 à Reading (Angleterre) et mort le 20 janvier 2025, est un guitariste britannique de hard rock. Il a joué avec plusieurs groupes dont Tygers of Pan Tang, Thin Lizzy et Whitesnake.

## Biographie
En 1980, John Sykes enregistre un single avec Streetfighter (She's No Angel) avant de former un groupe nommé Badlands, comprenant John Sloman au chant et Neil Murray à la basse. Après avoir répondu à une petite annonce il passe une audition pour Tygers of Pan Tang et devient le second guitariste du groupe. Il enregistre les albums Spellbound et Crazy Nights, tous deux sortis en 1981. Par l'intermédiaire du producteur Chris Tsangarides, il rencontre Phil Lynott qu'il invite à participer à son single Please Don't Leave Me. En retour, Phil Lynott lui propose d'intégrer Thin Lizzy qui se sépare après un dernier album studio et une longue tournée d'adieux.
En 1984, John Sykes rejoint le groupe du chanteur David Coverdale, Whitesnake, au sein duquel il remplace Micky Moody parti juste après l'enregistrement de l'album Slide It In. Il effectue quelques retouches sur la version remixée de Slide It In destinée au marché américain. Il coécrit ensuite avec David Coverdale l'album  Whitesnake sorti en 1987 qui connaît un immense succès.
John Sykes fonde son propre groupe Blue Murder en 1989. Il enregistre une maquette avec Ray Gillen au chant, Tony Franklin à la basse et Cozy Powell à la batterie. Ray Gillen quitte rapidement le groupe. Il est suivi de peu par Cozy Powell, remplacé par Carmine Appice. Un premier album est publié en 1989, avec John Sykes au chant puis un deuxième, Nothin' But Trouble, en 1993. Entre-temps, la composition du groupe a changé. Autour de John Sykes, Marco Mendoza et Tommy O'Steen occupent respectivement les places de bassiste et de batteur. Rebaptisée Sykes, cette formation a sorti plusieurs albums depuis 1995. En parallèle, John Sykes s'est investi activement à reformer Thin Lizzy.
En 1999, le morceau solo Cautionary Warning est utilisé comme générique pour l'anime Kacho-ohji. Le générique de la série est d'ailleurs un rotoscopage d'un des concerts de Sykes. En effet la présence de Sykes, assez populaire au Japon, fut un des arguments marketing de Pioneer lors du lancement de la série.
John Sykes meurt le 20 janvier 2025 après une bataille contre un cancer.

## Discographie

### Tygers of Pan Tang
- 1981 : Spellbound
- 1981 : Crazy Nights
- 1982 : The Cage (chanson  Love Potion No. 9 )
- 2001 : Live At Nottingham Rock City - Enregistré en 1981

### Thin Lizzy / Phil Lynott
- 1983 : Thunder And Lightning
- 1983 : Life
- 1992 : BBC Radio 1 Live in concert
- 2000 : One Night Only
- 2002 : Phil Lynott - Live In Sweden 1983

### Whitesnake
- 1984 : Slide It In (Version de l'album remixée pour le marché américain)
- 1987 : Whitesnake

### John Sykes / Blue Murder / Sykes
- 1984 : John Sykes - John Sykes With Tygers Of Pan Tang - compilation
- 1989 : Blue Murder - Blue Murder
- 1992 : John Sykes - Please Don't Leave Me - compilation
- 1993 : Blue Murder - Nothin' But Trouble
- 1994 : Blue Murder - Sreaming Blue Murder (Dedicated To Phil Lynott)
- 1995 : Sykes - Out Of My Tree
- 1997 : John Sykes - Love Land
- 1997 : Sykes - 20th Century
- 1998 : John Sykes - Chapter One - compilation
- 2000 : Sykes - Nuclear Cowboy
- 2004 : John Sykes - Bad Boy Live!

### Autres participations
- 1996 : Crossfire - A Tribute To Stevie Ray (chansons Pride And Joy et Love Struck Baby)
- 1998 : Merry Axemas Vol.2 - More Guitar For Christmas (chanson God Rest Ye Merry Gentlemen)
- 2002 : Hughes Turner Project - HTP (chanson Heaven's Missing An Angel)
- 2004 : Derek Sherinian - Mythology (chanson God Of War en duo à la guitare avec Zakk Wylde)